# Hiroki Akino
Hiroki Akino (秋野 央樹?, Akino Hiroki; Inzai, 8 ottobre 1994) è un calciatore giapponese, centrocampista dell'Avispa Fukuoka.

## Carriera

### Club
Ha giocato nella prima divisione giapponese.

### Nazionale
Ha giocato nella nazionale giapponese Under-17.

## Palmarès

### Club

#### Competizioni nazionali
- J2 League: 1

Shonan Bellmare: 2017
- Coppa J. League: 1

Shonan Bellmare: 2018